# Перейра, Брайанн
Брайанн Перейра (фр. Brayann Pereira; род. 21 мая 2003, Сен-Кантен) — французский футболист, защитник нидерландского клуба НЕК.

## Клубная карьера
Перейра — воспитанник клубов «Сен-Кантен» и «Ланс». 22 января 2022 года в матче против «Марселя» он дебютировал в Лиге 1 в составе последнего. Летом 2022 года Перейра перешёл в «Осер». 7 августа в матче против «Лилля» он дебютировал за новы клуб.
4 августа 2023 года перешёл на правах аренды в нидерландский НЕК.

## Международная карьера
В 2022 году в составе юношеской сборной Франции Перейра принял участие в юношеском чемпионате Европы в Израиле. На турнире он сыграл в матчах против команд Словакии, Румынии, Италии и Израиля.
В 2023 году в составе молодёжной сборной Франции Перейра принял участие в молодёжном чемпионате мира в Аргентине. На турнире он сыграл в матчах против команд Южной Кореи, Гамбии и Гондураса.